# Novozymes
Novozymes är ett danskt bioteknikföretag med över 5000 anställda.
Novozymes är världens i särklass största producent av enzym för tekniska ändamål. Företaget använder delvis genetisk manipulerade mikroorganismer som enzymproducenter.
Företaget Novozymes bildades år 2000, men har rötter sedan 1922, då 1920 års nobelpristagare i fysiologi eller medicin, August Krogh, fick licens för en ny metod att tillverka aktivt insulin i Danmark.

## "The Novozymes Prize"
Företagets stiftelse Novo Nordisk Foundation (bildad 1922) delar ut flera vetenskapliga priser, bland annat ett årligt pris om 3 miljoner danska kronor till forskare anställda vid statliga lärosäten eller icke-kommersiella forskningsinstitut i Europa. 2017 års pris gick till Emmanuelle Charpentier, föreståndare för Max Planck-institutet för infektionsbiologi i Berlin och gästforskare vid Umeå universitet, och Virginius Siksnys, Institutet för bioteknologi vid Vilnius universitet, som båda varit pionjärer för forskning om CRISPR-teknik.